# L'Admiratrice
Pour plus de détails, voir Fiche technique et Distribution.
L'Admiratrice (Поклонница, Poklonnitsa) est un film biographique russe réalisé par Vitali Melnikov, sorti en 2012.

## Synopsis
La relation secrète entre Lydia Avilova et Anton Tchekhov dans les années 1890, alors que la première est déjà mariée et que le second est gravement malade.

## Fiche technique
- Titre français : L'Admiratrice[1]
- Titre original : Поклонница, Poklonnitsa
- Réalisateur : Vitali Melnikov
- Scénario : Vitali Melnikov
- Photographie : Sergueï Astakhov
- Décors : Aleksandr Zagoskine
- Musique : Igor Korneliouk
- Son : Igor Terekhov
- Montage : Raïssa Lissova
- Sociétés de production : Lenfilm, Kinomelnitsa, RWS
- Pays de production :  Russie
- Langue de tournage : russe
- Format : Couleur
- Durée : 102 minutes (1h42)
- Genre : Film biographique
- Dates de sortie :
  - Russie : 24 janvier 2012
  - Suède : 22 novembre 2012

## Distribution
- Kirill Pirogov (ru) : Anton Tchekhov
- Svetlana Ivanova : Lydia Avilova
- Oleg Tabakov : Nikolaï Leikine
- Ivan Krasko : Léon Tolstoï
- Oleg Andreev (ru) : Mikhaïm Avilov
- Svetlana Krioutchkova : L'écrivaine